# Tripogon liouae
Tripogon liouae là một loài thực vật có hoa trong họ Hòa thảo. Loài này được S.M.Phillips & S.L.Chen mô tả khoa học đầu tiên năm 2002.